# Краузе, Генрих (художник)
Генрих Краузе (нем. Heinrich Krause; 9 июня 1885, Родаун — 30 июля 1983, Вена) — австрийский художник.

## Биография
Учился в Венской Академии художеств у Ю. Бергера и Кристиана Грипенкерля. С 1903 года участвовал в выставках. Член Венского Сецессиона (1914—1937), Венского общества художников (Künstlerhaus Wien, с 1937). С 1934 г. — профессор.
Жил и работал в Вене. Похоронен на Хюттельдорфском кладбище.

### Семья
Внучатый племянник — Генрих Краузе (род. 5 августа 1957, Ольденбург), экономист, финансовый менеджер; коллекционер экслибрисов.

## Творчество
Писал портреты, пейзажи, натюрморты и аллегорические композиции. В пейзажах заметно влияние французских импрессионистов. Работы экспонируются в австрийской Галерее Бельведер, Галерее Альбертина, Музее истории искусств и других музеях Австрии и Германии.
Наиболее известны картины «Дунайский канал», «Вена», «Лежащие», «Стена дракона», портреты политиков Георга фон Шёнерера и Вильгельма Микласа, композитора Франца Легара, поэта Макса Мелля.

## Награды и признание
- Городская премия по искусству (Вена, 1925)
- Австрийская государственная премия (1928, 1937, 1965)
- Золотая медаль (Грац, 1930)
- Городская премия (Вена, 1940)
- Золотая почётная медаль Венского общества художников (1942)
- Золотые лавры Венского общества художников (1955)
- Австрийский почётный знак «За науку и искусство» (1961)
- Большая золотая почётная медаль Венского общества художников (1963)
- премия Федерального министерства образования, искусства и культуры (1970).